# Политический интернационал
Политический интернационал — транснациональная организация политических партий, имеющих одну идеологию (или схожие идеологии). Интернационалы создаются для координации общей деятельности.

## История
В июле 1863 года в Лондоне в Сент-Джеймс-холле состоялся митинг с участием лондонских рабочих, делегации рабочих Франции, Германии и других государств, революционеры-эмигранты, жившие в Лондоне в поддержку польского национально-освободительного восстания (бунта). Присутствовало не менее двух тысяч человек. Участники митинга приняли решение создать международную рабочую организацию, названную конгресс Соединенных штатов труда. На митинге присутствовал Карл Маркс, он не выступал, но был избран в состав руководства провозглашённой организации. Руководящий орган позже был назван Генеральным советом. Так же было решено, что его главная резиденция будет располагаться в Лондоне как самом безопасном для организации месте, а второй съезд организации соберется в 1865 году. По просьбе Генерального совета К. Маркс подготовил Учредительный манифест и Временный устав товарищества, утверждённые 1 ноября того же года. Он предложил более благозвучное название организации — Интернационал. Так возник Первый Интернационал, позже распущенный из-за внутренних конфликтов между марксистами и анархистами.
Популярность идеи создания политических интернационалов возросла с момента их возникновения в левых политических кругах Европы XIX века, поскольку многие политические активисты стали уделять больше внимания событиям в пользу или против их идеологической поддержки в других странах и континентах. После Второй мировой войны другие идеологические движения сформировали свои политические интернационалы для общения между единомышленниками в парламенте и кандидатами в законодательные органы, а также для общения с межправительственными и наднациональными организациями, такими как Организация Объединенных Наций, а затем Европейский Союз. Интернационалы также образуют наднациональные и региональные отделения (например, европейское или африканское отделение) и поддерживают братские или руководящие отношения с отраслевыми крыльями (например, молодежным или женским крылом).
ООН не является политическим интернационалом, а лишь международной организацией, так как она не имеет какой-либо идеологии.

## Предназначение
Интернационалы обычно не играют существенной роли, но предоставляют сторонам возможность обмена опытом. Партии, принадлежащие к интернационалам, должны выполнять различные организационные обязательства и могут быть исключены за невыполнение этих обязательств. Например, во время Арабской весны 2011 года Социалистический Интернационал изгнал правящие партии Туниса и Египта за совершение действий, несовместимых с ценностями этого интернационала.

## Примеры интернационалов
- Третий (Коммунистический) Интернационал
- Четвёртый интернационал
- Интернационал федераций анархистов
- Международная встреча коммунистических и рабочих партий